# Час для зірок
«Час для зірок» (англ. Time for the Stars) — науково-фантастичний роман Роберта Гайнлайна, вперше вийшов 1956 року у видавництві Scribner's. Належить до серії романів Гайнлайна, написаних для юнацтва.

## Сюжет
Фонд Перспективних Досліджень (ФПД), неприбуткова організація, яка вкладає гроші в довгострокові дослідження, будує 12 дослідницьких космічних кораблів, що здатні розганятися майже до швидкості світла, для пошуку придатних до колонізації планет в найближчих зіркових системах. Фонд переконаний, що без розширення життєвого простору для людства, воно приречене на війни за ресурси. Оскільки подорож триватиме десятки років, кожен космічний корабель має більший ніж потрібно екіпаж, для підтримки соціальних відносин, а також для заміни на випадок смерті.
В ході інших досліджень цієї ж організації виявлено, що двійнята та трійнята можуть спілкуватися між собою телепатично. Передача інформації таким способом відбувається миттєво і не слабне при збільшенні відстані, що робить її єдиним засобом зв'язку з кораблями, що віддаляться на багатьох світових років від Землі. Організація, перш ніж оголосити про це відкриття, знаходить якнайбільше таких близнят.
Головні герої роману, близнята Том та Пет Бартлети, вирішують, хто з них полетить на кораблі, а хто залишається на Землі. Домінуючий Пет домагається того, щоб на базу для підготовки поїхав він, але в глибині душі він боїться летіти і його підсвідомість організовує йому нещасний випадок, внаслідок чого в останній момент близнята змушені помінятися місцями.
На борту Том дізнається, що його дядько Стів, військовий, теж летітиме на цьому кораблі. Том поводиться пригнічено через неприємного сусіда по каюті та раптову розлуку з сім'єю та дівчиною. Але за екіпажем пильно наглядають психологи. Томові відкривають, що Пет несвідомо обманув його, і навчають протистояти пригніченню. Психологи та капітан непомітно стараються підлаштовувати особисте життя команди.
Через природу релятивістської подорожі, близнюк, який залишився на Землі, старіє швидше (див. Парадокс близнят), і зрештою зв'язок між ними ослабляється настільки, що вони більше не в змозі спілкуватися. Проте, деякі з близнят, включаючи головного героя, в змозі налагодити зв'язок з потомками земних близнят. Том працює з дочкою Пета, потім із його внучкою, і нарешті, з правнучкою. Також телепатичний зв'язок неможливий коли швидкість корабля в середині подорожі є близькою до швидкості світла, через велику різницю у швидкості плину часу.
Корабель відвідує кілька зіркових систем, включаючи Тау Кита та Бету Південної Гідри. Остання розвідана планета виявляється заселеною ворожими амфібіями, які захоплюють і вбивають значну частину команди, включаючи дядька Стіва та капітана. Запасний капітан не в змозі відновити мораль залишків команди, але наполягає на продовженні місії, замість того, щоб повернутися на Землю.
Том доповідає капітану, що він практично єдиний телепат у кого є зв'язок з партнером на Землі, але після переходу до нової зорі, для неї пройде 30 років і вони втратять можливість спілкуватись. Оскільки зараз у неї ще немає дітей, то через 30 років Том не може налагодити зв'язок з ними. Команда починає готуватися до бунту.
Після того як капітан повідомляє Землю про загрозливу ситуацію на кораблі, йому відповідають очікувати незабаром на зустріч з новим кораблем. Виявляється, що науковці, за допомогою досліджень природи телепатії, вже виявили спосіб миттєвих подорожей. Новий корабель встановлює їм двигун для миттєвих подорожей і мандрівники повертаються на Землю. Їхнє повернення залишається без уваги суспільства, яка тепер прикута до щоденного відкриття нових планет. Том зустрічається з рідними та одружується зі своєю останньою телепатичною партнеркою, правнучкою Пета.